# Franz Lichtenauer
Wilhelm Franz Lichtenauer (Rotterdam, 11 mei 1900 – Aldaar, 5 februari 1987) was een Nederlands bestuurder en politicus.

## Leven en werk
Lichtenauer studeerde af in de rechten aan de Rijksuniversiteit te Leiden in 1922, en begon hierna als adjunct-secretaris van de Rotterdamse Kamer van Koophandel. Tien jaar later promoveerde hij in Leiden cum laude in de rechten onder Eduard Meijers op het proefschrift getiteld "De vernietigende verjaring en aanverwante rechtsfiguren beschouwd naar wezen, begrenzing en onderlinge verhouding."
Lichtenauer was een kenner van het zee- en handelsrecht, die als secretaris en later voorzitter van de Rotterdamse Kamer van Koophandel een belangrijke rol speelde bij de ontwikkeling van de Rotterdamse haven. Hij had ook in de wederopbouw daarvan een belangrijk aandeel.
In de Eerste Kamer van 1956 tot 1961 hield hij zich bezig met verkeer en waterstaat en economische onderwerpen. Hij zat tevens in het Europees Parlement. In 1959 was hij een serieuze kandidaat voor een ministerschap.
Hij was zeer actief als amateur-historicus. Hij heeft in zijn geboortestad Rotterdam veel betekend voor kerk, staat en maatschappij en voor cultuur en wetenschap.
Vanwege zijn bijzondere verdiensten is aan mr. W.F. Lichtenauer in 1971 de Laurenspenning toegekend, een hoge gemeentelijke onderscheiding van de stad Rotterdam. Verder werd hij in 1971 benoemd tot Commandeur in de Orde van Oranje-Nassau.
- Biografisch Portaal: 59053961
- Digitale Bibliotheek voor de Nederlandse Letteren: lich004
- Gemeinsame Normdatei: 119076586
- International Standard Name Identifier: 0000 0001 1050 0859
- Library of Congress Control Number: no2017039759
- Nederlandse Thesaurus van Auteursnamen: 068877307
- Parlement.com: vg09ll2tv5th
- Système universitaire de documentation: 112297730
- Virtual International Authority File: 30339037
- WorldCat: E39PBJhCyKXhfCgm8djWYMtHYP